# بورت ألبيرني (كولومبيا البريطانية)
بورت ألبيرني (بالإنجليزية: Port Alberni)‏ هي مدينة كندية تقع في مقاطعة كولومبيا البريطانية. تبلغ مساحة هذه المدينة 19.9176 (كم²)، ويبلغ عدد سكانها 17548 نسمة حسب إحصاء سنة 2006 م، بينما كان يسكنها 17748 نسمة في سنة 2001 م. تحتل هذه المدينة المرتبة رقم 218 بين مدن كندا حسب عدد السكان والمرتبة رقم 35 في المقاطعة. نما عدد السكان في هذه المدينة بنسبة (-1.1) بين العامين المذكورين.

## توأمة
لبورت ألبيرني (كولومبيا البريطانية) اتفاقيات توأمة مع:
- أباشيري

## أعلام
- كيم كامبل
- هيو ألان أندرسون
- مايلز بلاك
- ديفيس باين
- ويليام جونز
- سكاي لي
- رون بوهم
- كولن هانسن

## وصلات خارجية
- الأطلس الحكومي لكندا
- إحصاءات كندا مع ساعة تعداد السكان